# ショウダウン (曲)
「ショウダウン」 (Showdown) は、エレクトリック・ライト・オーケストラが1973年に発表した楽曲。彼らの初期の代表曲のひとつ。

## 概要
暗い雰囲気のパンクナンバー。ジェフはマーク・ボランのギターを借りて弾いている。
発表されてから現在までコンサートの定番曲であり、累計演奏回数は「ロール・オーバー・ベートーヴェン」に次いで非常に僅差で2位、オリジナル曲では1位である
この曲はイギリスでの発売当時はアルバム未収録曲だったが、アメリカで発売される際に「第三世界の曙」のA面最後に収録された。その後、数々のベストアルバムに収録されたほか、リマスター版の「第三世界の曙」では、英米共に収録されている。

## その他
- ワーキングタイトルは"Bev's Trousers"、後に"All Over The World"。
- アメリカのラジオインタビューにて、ジョン・レノンはこの曲をお気に入りに挙げた。彼は自身の曲「アイ・アム・ザ・ウォルラス」を引き合いに出しながら「ELOはビートルズの息子だ。」とコメントした後、ラジオにこの曲を流した。
- 歌詞に「It's so real, the suffering (これは現実だ、苦痛だ)」とあるところを、コンサートでは現在まで「It's a real submarine（これは完全に潜水艦だ）」と歌っている。これについては、デル・シャノンに「潜水艦についての曲だったらクールじゃないか」と助言されらからだという説と、とあるステージで具合の悪いジェフの代わりにボーカルを務めたマイク・デ・アルバカーキの歌い間違いから生まれたという説がある。
- 2012年10月に発表された、ジェフ・リンがELO時代の曲をセルフカバーしたアルバム『Mr. Blue Sky: The Very Best of Electric Light Orchestra』に収録された。オリジナルよりも少しディスコ風のアレンジになっている。オリジナルの女声ボーカル部分はジェフの娘であるローラが担当した。